# Kauldi Odriozola
Kauldi Odriozola Yeregui, född 7 januari 1997 i Zumaia, är en spansk handbollsspelare som spelar för franska HBC Nantes och Spaniens landslag.

## Karriär
Inför säsongen 2022/2023 gick Odriozola till franska HBC Nantes, där han skrev på ett fyraårskontrakt.

## Klubbar
- CD Bidasoa (2016–2022)
- HBC Nantes (2022–)